# Robin Nelisse
Robin Nelisse (ur. 25 stycznia 1978 w Rotterdamie) – holenderski piłkarz grający na pozycji napastnika. Swoją profesjonalną karierę zaczynał w sezonie 1997–1998 w barwach Feyenoordu. Później grał SC Cambuur, AZ Alkmaar, FC Utrecht oraz w Red Bull Salzburg.